# Persona del año
Persona del año (en inglés: Person of the Year) es un suplemento anual de la revista de noticias estadounidense Time que destaca la vida y obra de una persona, pareja, grupo, idea, lugar o máquina que, para bien o para mal, mayor influencia hayan tenido en los eventos del año.

## Historia

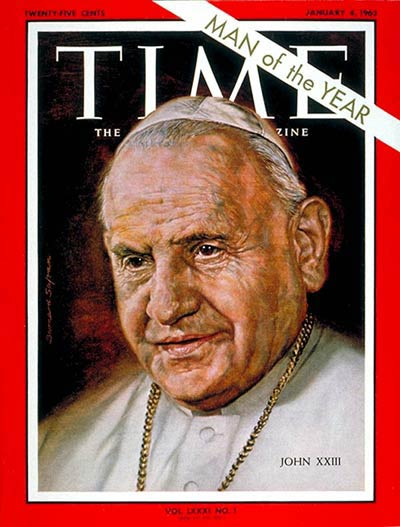
El papa Juan XXIII fue el primer papa en ser escogido en 1963.

La tradición de seleccionar una «persona del año» comenzó en 1927 con los editores de Time en la búsqueda de historias periodísticas de actualidad. La idea fue también un intento de remediar la falta de no haber puesto en la portada a Charles Lindbergh a principios de ese año cuando este realizó su viaje aéreo trasatlántico. Para finales de ese año, se decidió que la portada tendría a Lindbergh como el «hombre del año».
Desde entonces, una persona o grupo de personas y en dos casos especiales un invento y el planeta Tierra, han sido seleccionados como el «hombre del año» (The Man of the Year). En 1999 el título fue cambiado por «persona del año» para fomentar la igualdad entre sexos. Las mujeres que han ganado el reconocimiento hasta el momento como «persona del año» han sido The Whistleblowers (2002), Melinda Gates (esta última junto a Bill Gates y Bono en 2005), Greta Thunberg (2019), Kamala Harris (2020, junto a Joe Biden) y Taylor Swift (2023). 
Cuatro mujeres recibieron el reconocimiento cuando todavía se llamaba hombre del año: Wallis Simpson en 1936, Soong May-ling (Madame Chiang Kai-shek) en 1937, la Reina Isabel II de Inglaterra en 1952 y Corazón Aquino en 1986. Además, las mujeres han sido incluidas en variados grupos como los revolucionarios de Hungría de 1956, los científicos estadounidenses de 1969, la mujer estadounidense de 1966, el estadounidense medio de 1969, el soldado estadounidense de 2003 y Usted de 2006.
Desde 1927, y al tratarse de una revista nacional, casi todos los presidentes en ejercicio de los Estados Unidos han sido escogidos como personas del año, con excepción de Calvin Coolidge, Herbert Hoover y Gerald Ford.
El 31 de diciembre de 1999 Time nominó a Albert Einstein la «persona del siglo». Franklin D. Roosevelt y Mahatma Gandhi fueron escogidos como los otros destacados. Roosevelt recibió el título tres veces: 1932, 1934 y 1941.
El primer nominado de habla hispana fue Corazón Aquino, ex presidenta de Filipinas, en 1986. Los mineros chilenos atrapados en el derrumbe en la mina San José también fueron nominados en 2010.

## Controversias
Aunque la revista insiste en lo contrario, la designación es por lo general vista como un honor y se menciona como si fuera un auténtico reconocimiento o premio debido a la selección de previas personas de admirable vida. Por esa razón, los periodistas ponen al nuevo escogido con frecuencia en la línea de grandes personalidades como Martin Luther King. Sin embargo, no puede olvidarse que también personajes como Adolf Hitler en 1938 y el ayatolá Jomeiní en 1979 también obtuvieron dicho título.
Pero la elección de figuras tan controvertidas como el ayatolá Jomeiní en 1979 no ha sido pacífica y recibió amplias críticas en Estados Unidos. Según algunos críticos, en 2001, después de los ataques del 11 de septiembre, la persona del año entonces hubiese sido Osama bin Laden y no Rudolph Giuliani, el alcalde de Nueva York, de acuerdo con la política de selección. La selección de Giuliani incluyó un artículo en donde se menciona la elección de Khomeini y el rechazo a Hitler como la persona del siglo. Según el artículo, la candidatura de bin Laden era más fuerte que la de Giuliani, así como la de Hitler lo era más que la de Einstein. 
En 2001, los usuarios de un foro de Internet japonés votaron en masa por el artista Masashi Tashiro como la persona del año. El acto fue inmediatamente conocido como el "Festival Tashiro" y este fue conocido en los medios japoneses por haber cometido múltiples crímenes. Sin embargo el personaje no fue aceptado por Time.
La otra controversia fue la selección de 2006 de You (Usted), que representaba a las personas que utilizan el Internet de manera usual vía blogs, YouTube, MySpace y Wikipedia. Pero medios como The Daily Show y Jon Stewart se refirieron a esta selección como una broma algo estúpido y controversial, ya que quien lideraba para dicho honor en esa oportunidad era Hugo Chávez, en ese entonces presidente de Venezuela.
En 2019, la activista sueca Greta Thunberg a sus 16 años, se convirtió en la persona más joven en ser elegida como persona del año. No obstante su elección fue blanco de críticas y en especial de Donald Trump (también opcionado a personaje del año) que calificó dicha elección como ridícula y en un mensaje por Twitter recomendó en forma burlesca a Greta que necesitaba manejar su problema de ira.

## Personas del año según la revista
| Año  | Escogido                                            | Tiempo de vida      | Notas |
| ---- | --------------------------------------------------- | ------------------- | --- |
| 1927 | Charles Lindbergh                                   | 1902-1974           | La primera persona escogida. |
| 1928 | Walter Percy Chrysler                               | 1875-1940           | |
| 1929 | Owen D. Young                                       | 1874-1962           | |
| 1930 | Mahatma Gandhi                                      | 1869-1948           | Primer asiático escogido. |
| 1931 | Pierre Laval                                        | 1883-1945           | Primer europeo escogido. |
| 1932 | Franklin D. Roosevelt                               | 1882-1945           | Primer presidente de una nación escogido. |
| 1933 | Hugh Samuel Johnson                                 | 1882-1942           | |
| 1934 | Franklin D. Roosevelt                               | 1882-1945           | Primera persona escogida por segunda vez. |
| 1935 | Haile Selassie I                                    | 1892-1975           | Primer monarca y primer africano escogido. |
| 1936 | Wallis Simpson                                      | 1896-1986           | Primera mujer escogida. |
| 1937 | Chiang Kai-shek Soong May-ling                      | 1887-1975 1897-2003 | Primera pareja escogida. |
| 1938 | Adolf Hitler                                        | 1889-1945           | El único número en el cual el individuo escogido no aparece en la portada. |
| 1939 | Iósif Stalin                                        | 1878-1953           | |
| 1940 | Winston Churchill                                   | 1874-1965           | |
| 1941 | Franklin D. Roosevelt                               | 1882-1945           | Escogido por tercera vez. Única persona en ser elegida en tres ocasiones. |
| 1942 | Iósif Stalin                                        | 1878-1953           | Escogido por segunda vez. |
| 1943 | George Marshall                                     | 1880-1959           | |
| 1944 | Dwight D. Eisenhower                                | 1890-1969           | |
| 1945 | Harry S. Truman                                     | 1884-1972           | |
| 1946 | James F. Byrnes                                     | 1879-1972           | |
| 1947 | George Marshall                                     | 1880-1959           | Escogido por segunda vez. |
| 1948 | Harry S. Truman                                     | 1884-1972           | Escogido por segunda vez. |
| 1949 | Winston Churchill                                   | 1874-1965           | Escogido por segunda vez como el hombre del medio siglo. |
| 1950 | El soldado estadounidense.                          |                     | Representando las tropas estadounidenses en la Guerra de Corea. |
| 1951 | Mohammed Mossadegh                                  | 1882-1967           | |
| 1952 | Isabel II del Reino Unido                           | 1926-2022           | Primera monarca elegida. |
| 1953 | Konrad Adenauer                                     | 1876-1967           | |
| 1954 | John Foster Dulles                                  | 1888-1959           | |
| 1955 | Harlow Curtice                                      | 1893-1962           | |
| 1956 | Revolución Húngara de 1956                          |                     | |
| 1957 | Nikita Jrushchov                                    | 1894-1971           | |
| 1958 | Charles de Gaulle                                   | 1890-1970           | |
| 1959 | Dwight D. Eisenhower                                | 1890-1969           | Escogido por segunda vez. |
| 1960 | Científicos estadounidenses                         |                     | Representados por George Beadle, Charles Draper, John Enders, Donald A. Glaser, Joshua Lederberg, Willard Libby, Linus Pauling, Edward Purcell, Isidor Rabi, Emilio Segrè, William Shockley, Edward Teller, Charles Townes, James Van Allen y Robert Woodward.                                                                         |
| 1961 | John F. Kennedy                                     | 1917-1963           | |
| 1962 | Juan XXIII                                          | 1881-1963           | Primer papa escogido. |
| 1963 | Martin Luther King, Jr.                             | 1929-1968           | |
| 1964 | Lyndon B. Johnson                                   | 1908-1973           | |
| 1965 | William Westmoreland                                | 1914-2005           | |
| 1966 | The Generation Twenty-Five and Under (Baby Boomers) |                     | |
| 1967 | Lyndon B. Johnson                                   | 1908-1973           | Escogido por segunda vez. |
| 1968 | Astronautas del Apolo 8                             |                     | William Anders, Frank Borman y Jim Lovell |
| 1969 | Estadounidenses medios                              |                     | |
| 1970 | Willy Brandt                                        | 1913-1992           | |
| 1971 | Richard Nixon                                       | 1913-1994           | |
| 1972 | Richard Nixon                                       | 1913-1994           | Escogido por segunda vez. |
| 1972 | Henry Kissinger                                     | 1923-2023           | |
| 1973 | John Sirica                                         | 1904-1992           | |
| 1974 | Fáisal bin Abdulaziz                                | 1906-1975           | |
| 1975 | Historia de las mujeres en Estados Unidos           |                     | Representadas por Susan Brownmiller, Kathleen Byerly, Alison Cheek, Jill Conway, Betty Ford, Ella Grasso, Carla Hills, Barbara Jordan, Billie Jean King, Carol Sutton, Susie Sharp y Addie Wyatt |
| 1976 | Jimmy Carter                                        | 1924-2024           | |
| 1977 | Anwar Sadat                                         | 1918-1981           | |
| 1978 | Deng Xiaoping                                       | 1904-1997           | |
| 1979 | Ayatollah Khomeini                                  | 1902-1989           | |
| 1980 | Ronald Reagan                                       | 1911-2004           | |
| 1981 | Lech Wałęsa                                         | 1943                | Primer presidente polaco post-régimen comunista escogido. |
| 1982 | Ordenador                                           |                     | Máquina del año, primer elemento no humano escogido. |
| 1983 | Ronald Reagan                                       | 1911-2004           | Escogido por segunda vez. |
| 1983 | Yuri Andrópov                                       | 1914-1984           | |
| 1984 | Peter Ueberroth                                     | 1937                | |
| 1985 | Deng Xiaoping                                       | 1904-1997           | Escogido por segunda vez. La persona con mayor edad al ser elegida (81 años). |
| 1986 | Corazón Aquino                                      | 1933-2009           | |
| 1987 | Mijaíl Gorbachov                                    | 1931-2022           | |
| 1988 | Medio ambiente                                      |                     | Planeta del año. Segundo elemento no humano escogido. |
| 1989 | Mijaíl Gorbachov                                    | 1931-2022           | Escogido por segunda vez como el hombre de la década. |
| 1990 | George H. W. Bush                                   | 1924-2018           | Bush fue escogido por sus éxitos en el panorama internacional, pero criticado por su actuación en el plano nacional, especialmente por su frase: "Leed mis labios: no más impuestos". |
| 1991 | Ted Turner                                          | 1938                | |
| 1992 | Bill Clinton                                        | 1946                | |
| 1993 | Los pacifistas                                      |                     | Representados por Yasser Arafat, F.W. de Klerk, Nelson Mandela y Yitzhak Rabin |
| 1994 | Juan Pablo II                                       | 1920-2005           | Segundo papa escogido. |
| 1995 | Newt Gingrich                                       | 1943                | |
| 1996 | David Ho                                            | 1952                | |
| 1997 | Andrew Grove                                        | 1936-2016           | |
| 1998 | Bill Clinton                                        | 1946                | Escogido por segunda vez. |
| 1998 | Kenneth Starr                                       | 1946                | |
| 1999 | Jeff Bezos                                          | 1964                | |
| 2000 | George W. Bush                                      | 1946                | |
| 2001 | Rudolph Giuliani                                    | 1944                | |
| 2002 | Las Whistleblowers                                  |                     | Representadas por Cynthia Cooper, Coleen Rowley y Sherron Watkins. |
| 2003 | Los soldados estadounidenses.                       |                     | Segunda vez escogidos. |
| 2004 | George W. Bush                                      | 1946                | Segunda vez escogido. |
| 2005 | Los buenos samaritanos.                             |                     | Representados por Bono, Bill Gates y Melinda Gates. |
| 2006 | Usted                                               |                     | Representando a las personas que utilizan Internet de manera usual vía blogs, YouTube, MySpace y Wikipedia. |
| 2007 | Vladímir Putin                                      | 1952                | |
| 2008 | Barack Obama                                        | 1961                | |
| 2009 | Ben Bernanke                                        | 1953                | |
| 2010 | Mark Zuckerberg                                     | 1984                | Segunda persona más joven al momento de ser elegida. |
| 2011 | El manifestante                                     |                     | Por la Primavera Árabe, Occupy Wall Street, la movilización estudiantil en Chile de 2011-2012, y manifestaciones en Madrid, Atenas y Moscú. |
| 2012 | Barack Obama                                        | 1961                | Segunda vez escogido. |
| 2013 | Papa Francisco                                      | 1936-2025           | Tercer pontífice escogido, primer papa americano elegido. |
| 2014 | Luchadores contra el ébola.                         |                     | Contagiados, fallecidos, enfermeros, doctores y curados. |
| 2015 | Angela Merkel                                       | 1954                | |
| 2016 | Donald Trump                                        | 1946                | |
| 2017 | Me Too                                              |                     | "Las personas que han roto su silencio sobre el abuso y el acoso sexual pertenecen a todas las razas, todas las clases de ingresos, todas las profesiones y prácticamente todos los rincones del mundo. Su ira colectiva ha provocado resultados inmediatos e impactantes. Por su influencia en 2017, son la persona del año de Time". |
| 2018 | Los guardianes y la guerra de la verdad             |                     | "Periodistas que enfrentaron persecución, arresto o asesinato por su denuncia. Los resaltados en cuatro portadas diferentes fueron: Jamal Khashoggi, Maria Ressa, Wa Lone, Kyaw Soe Oo y Capital Gazette. |
| 2019 | Greta Thunberg                                      | 2003                | La mujer y persona más joven escogida (16 años). |
| 2020 | Joe Biden y Kamala Harris                           | 1942 y 1964         | El presidente de los Estados Unidos de mayor edad en ser elegido. Primera mujer y primera afrodescendiente en ser elegida vicepresidente de los Estados Unidos. |
| 2021 | Elon Musk                                           | 1971                | La revista destaca de Musk su fortuna, sus empresas y su capacidad de hacer que las acciones de la Bolsa suban o bajen. |
| 2022 | Volodímir Zelenski                                  | 1978                | |
| 2023 | Taylor Swift                                        | 1989                | Segunda vez formando parte en los artículos de Persona del Año luego de su aparición en el artículo de 2017. Primera persona en ser elegida por sus distinciones artísticas. |
| 2024 | Donald Trump                                        | 1946                | Segunda vez formando parte en los artículos de Persona del Año luego de su aparición en el artículo de 2016. |